# Какой папа, такой и клоун
«Like Father, Like Clown» (с англ. — «Какой отец, такой и клоун») — шестой эпизод третьего сезона мультсериала «Симпсоны». Премьера состоялась 24 октября 1991 года.

## Сюжет
Клоун Красти согласился устроить встречу и пообедать с Бартом и его семьей в качестве благодарности за то, что они помогли ему избежать тюрьмы, но, к разочарованию Барта, продолжает её откладывать. Расстроенный Барт пишет Красти письмо, которое столь тронуло секретаршу клоуна, что та пригрозила бросить работу, если обещание не будет выполнено. Красти наконец приезжает на обед в дом Симпсонов. Но перед ужином вместо христианской молитвы он читает еврейское благословение.
Оказывается, Красти — еврей, и его настоящее имя — Гершель Пинкус Йорахам Крастофски. Красти рассказывает, что он — блудный сын ортодоксального раввина. Красти родился в еврейском квартале в семье верховного раввина Спрингфилда Хаймана Крастофски. Семья Крастовски прибыла в Нью-Йорк в 1902 году предположительно из Одессы Российской империи. Её главой в то время был дедушка Зеф, также раввин. Маленький Хершел должен был пойти по стопам отца, однако с детства мечтал стать клоуном.
Свои первые аплодисменты он заслужил ещё в школе, пародируя своего отца. Однако подобное стремление вызывало гнев Хаймана, который считал профессию клоуна недостойной. Успех пришел к Красти во время выступления на съезде талмудистов в Кетсхилле, где присутствовал и его отец. Увидев, что сын всё же стал клоуном, рабби отрекся от него. Барт и Лиза решают воссоединить семью, но обнаруживают, что получить согласие раввина на встречу с сыном почти невозможно. После многократных переговоров с цитированием Талмуда раввин соглашается встретиться с сыном-клоуном. Они мирятся и появляются вместе на «Шоу клоуна Красти».

## Производство
В создании этого эпизода в статусе технических консультантов принимали участие настоящие раввины Лави Майер и Гарольд Шульвейс. Озвучивший рабби Крастовского Джеки Мейсон — также бывший потомственный раввин Яков Моше Маца (раввинами были его прадед, дед, отец и трое братьев), после трёх лет в сане решивший уйти в комики.

## Культурные ссылки
- Эпизод в целом представляет собой пародию на фильм «Певец джаза», один из первых говорящих фильмов, где сын раввина мечтает стать певцом[2].
- На футболке радиоведущего KBBL написано название группы Foghat .
- Сцена, где Красти звонит своему отцу, а затем смотрит в небо, является отсылкой к Роберту Де Ниро в « Бешеном быке» .
- Сцена, где Красти и его отец резвятся по улице в воспоминаниях, является отсылкой к « Крестному отцу II» .
- Красти ставит пластинку «Концерт для Бангладеш с Симпсонами».
- В офисе Красти, пока его партнер читает письмо Барта, мы видим его фотографию с Альфредом Хичкоком и Битлз .
- Мисс Пенникенди, помощница Красти, имеет странное сходство с мисс Моннейпенни, секретарем М (босс Джеймса Бонда), прежде всего их прической и внешностью, их очень похожим именем, а также тем фактом, что Пенникенди, кажется, ущемляет Красти, несмотря на через что он её подвергает, например, неоднозначные отношения между Манипенни и Бондом. И, наконец, имя Пенникенди — Лоис, такое же, как у актрисы, сыгравшей роль Манипенни в первых 14 фильмах, — Лоис Максвелл.
- В этом же эпизоде, когда Красти уже не в приподнятом настроении, он проходит мимо порно-кинотеатра, в котором показан фильм «Только для твоих бедер» , игра слов с заголовком "Только для твоих глаз " фильма саги о Джеймсе Бонде.